# Osminia rubrialvus
Osminia rubrialvus is een vlinder uit de familie wespvlinders (Sesiidae), onderfamilie Sesiinae.
Osminia rubrialvus is voor het eerst wetenschappelijk beschreven door Eichlin in 1998. De soort komt voor in het Neotropisch gebied.